# Ербе
Ербѐ (на италиански и на венециански: Erbé) е село и община в Северна Италия, провинция Верона, регион Венето. Разположено е на 22 m надморска височина. Населението на общината е 1847 души (към 2015 г.).